# دکس شپارد
دکس راندال شپارد (به انگلیسی: ِDax Randall Shepard) (زاده ۲ ژانویه ۱۹۷۵) بازیگر، کمدین، نویسنده و کارگردان آمریکایی است. وی زاده میلفورد در میشیگان است. مادرش کارمند جنرال موتورز و پدرش فروشنده اتومبیل بود. دکس یک خواهر کوچکتر به نام کارلی هتر نیز دارد.
یکی از فیلم‌های شاخص او، فیلم کارمند ماه محصول سال ۲۰۰۶ است که در این فیلم او با جسیکا سیمپسون و دین کوک هم‌بازی بوده است.
همسر دکس، کریستن بل است. این دو در اواخر سال ۲۰۰۷ با هم آشنا و در ۱۷ اکتبر ۲۰۱۳ رسماً ازدواج کردند. حاصل این ازدواج، دختری به نام «لینکلن بل» (زاده مارس ۲۰۱۳) است.
دکس شپارد از علاقه‌مندان به مسابقات موتور سواری بوده و خود نیز در این مسابقات شرکت می‌کند.

## بخشی از فیلمشناسی
- ۲۰۰۳ - دوجینش ارزان‌تر است
- ۲۰۰۴ - بدون پارو
- ۲۰۰۵ - زاتورا: یک ماجرای فضایی
- ۲۰۰۶ - ایدیوکراسی
- ۲۰۰۶ - کارمند ماه
- ۲۰۰۷ - آسفیکسی
- ۲۰۰۸ - مامان بچه
- ۲۰۰۹ - سگ‌های پیر
- ۲۰۱۰ - هنگامی که در رم
- ۲۰۱۰ - عدالت برادر
- ۲۰۱۴ - ورونیکا مارس
- ۲۰۱۴ - اینجا شما را ترک می‌کنم
- ۲۰۱۴ - قاضی
- ۲۰۰۴–۰۸ - پادشاه تپه
- ۲۰۰۵ - نام من ارل است
- ۲۰۱۲ -بزن و فرار کن
- ۲۰۱۲–۲۰۱۳ - مدرسه نوابغ
- ۲۰۱۵ - فیلادلفیا همیشه آفتابی است
- ۲۰۱۵ - پارک‌ها و تفریحات
- ۲۰۱۷ - راه کریسمس
- ۲۰۱۷ - چیپس

## پیوند
- دکس شپارد در بانک اطلاعات اینترنتی فیلم‌ها
- دکس شپارد در توییتر